# Orgerius juncea
Orgerius juncea är en insektsart som beskrevs av Doering och Darby 1943. Orgerius juncea ingår i släktet Orgerius och familjen Dictyopharidae. Inga underarter finns listade i Catalogue of Life.